# Parlami (Antonio Molinini)
Parlami è un singolo del compositore italiano Antonio Molinini, pubblicato nel marzo 2020.

## Videoclip
Registrato al Puffer studio di Bari, mostra il compositore che esegue il brano suonando ottoni, percussioni e tastiere.

## Tracce
1. Parlami – 3:38 (musica: Antonio Molinini)